# مسابقات جهانی ترامپولین ۲۰۰۹
مسابقات جهانی ترامپولین ۲۰۰۹ بیست و ششمین دوره مسابقات جهانی ترامپولین است که در سن پترزبورگ، روسیه در ۱۱ تا ۱۴ نوامبر ۲۰۰۹ میلادی برگزار شده است.

## جدول مدال‌ها
| رتبه | کشور                | طلا | نقره | برنز | مجموع |
| ۱    | چین                 | ۶   | ۳    | ۰    | ۹     |
| ۲    | روسیه               | ۵   | ۵    | ۱    | ۱۱    |
| ۳    | پرتغال              | ۲   | ۰    | ۱    | ۳     |
| ۴    | ژاپن                | ۱   | ۰    | ۱    | ۲     |
| ۵    | کانادا              | ۰   | ۲    | ۵    | ۷     |
| ۶    | ایالات متحده آمریکا | ۰   | ۱    | ۲    | ۳     |
| ۷    | بلاروس              | ۰   | ۱    | ۱    | ۲     |
| ۸    | سوئد                | ۰   | ۱    | ۰    | ۱     |
| ۹    | ازبکستان            | ۰   | ۰    | ۱    | ۱     |